# 南海1000系電車 (2代)
南海1000系電車（なんかい1000けいでんしゃ）は、1992年（平成4年）に登場した南海電気鉄道（南海）の一般車両（通勤形電車）の一系列である。
本項では、難波方先頭車の車両番号+F（Formation=編成の略）を編成名として表記する。

## 概要
南海線の一般車両である9000系の後継として、1992年（平成4年）より東急車輛製造で計76両が製造された。高野線の2000系で導入された新技術を取り入れることで、南海線・高野線双方で運用が可能な両線共通仕様車として設計されている。
本系列には1994年（平成6年）の関西新空港開業を見据えた、南海グループ全体の新CI戦略に即した新たなデザインが盛り込まれ、内外装ともにハイグレードな設計がなされた。
本系列は新造の度に機会を捉えて様々な改良が加えられており、1次車、2 - 5次車、6次車（50番台）の3グループに大別される。

## 車体
有限要素法によって設計された南海標準の20 m級軽量ステンレス車体であるが、新たな試みとしてグレーをベースカラーとする塗装車体が採用された。外板は表面への塗装を前提に極力平滑化したものとなり、従来のビードを廃止するとともに、特殊溶接による突き合わせ外板継ぎを多用することでステンレス車特有の外板重ね合わせ構造を減らしている。また塗装割れを防ぐため、外板の板厚を増してひずみ対策を行っている。これにより従来の普通鋼製車体に近い滑らかな外観を実現した。
南海では長らくライトグリーンとダークグリーンの塗色（南海グリーン）が一般的であったが、前述の通り南海グループ全体の新CI戦略展開に伴い、本系列においてはブルー■とオレンジ■のニューカラーが採用された。この新カラースキームは在来のステンレス車や鋼製車にも適用され、特急「こうや」用30000系や廃車が迫っていた1521系・1201形を除く全車両が数年内に新塗装へと変更された。
車体断面は1次車では従来通りの2,744 mm幅だが、2次車以降は空港線開業に伴う車両限界の変更に合わせて2,850 mm幅の裾絞り車体となった。また、窓配置は新たにdD2D2D2D1（d：乗務員室扉、D：側引戸）もしくは1D2D2D2D1を採用し、中間車の扉配置は両開き扉を擁する4扉車体では初めて左右対称の均等配置となった。
前頭部は工作の容易性などを考慮してFRP製の縁覆いを使用しているが、平面構成が多く残っていた2000系とは異なり、上半部がバーチカルに曲線を描いて大きく後退、貫通扉部も上方に向かって緩やかに傾斜する、全体的にスピード感が強調された軽快なフォルムとなった。前照灯と標識灯は横並びに配置され、一体のケースに収めたものを青帯の位置に組み込んでいる。標識灯にはLEDを使用している。
なお、最終増備車の6次車では外板のベースカラーが省略され、側面全体をダルフィニッシュ（梨地）仕上げとする無塗装車体となった。これにより塗装に要するメンテナンスコストが削減されている。また、表面への塗装を前提とする必要がなくなったため構体構造に全面的な見直しが図られており、外板継ぎ目の重ね合わせ構造が復活している。

### 客室
緊張感や疲労感を和らげるため、全体的に優しく淡い色調でまとめられている。化粧板は薄い模様入りの明るいベージュ系、床面も淡いブラウン系マーブル模様を使用している。
座席は従来通りロングシートを基本とするが、車端部には新たにクロスシートを設置している。いずれも新設計のバケットシートで1人分ずつ区切った形状とされ、定員着席の誘導と座り心地の向上を図っている。従来の南海では特急車両を含め、座席にはワインレッドのモケットが使用されていたが、10000系新造中間車と本系列からは新たにグレーが採用された。また本系列では当初よりバリアフリーが考慮され、各車両の下り方には車椅子スペースが整備された。
天井は、2000系に続きアクリル製蛍光灯カバーを取り付けることで、車内全体に落ち着きを演出している。中央には整風グリルを車体全長にわたって連続配置し、冷房効果を高めるためラインデリアを従来より増設の上、内蔵させている。
また乗客への多様な情報提供のため、マップ式停車駅表示器と、日英2ヶ国語対応のフリーパターン式LED案内表示器を組み合わせた車内案内表示器を本系列用に独自設計し、これを東西の側引戸上部に千鳥状に配置している。なお、この方式は5次車まで採用が続けられたが、6次車ではマップ式停車駅表示器を廃止しフリーパターン式案内表示器のみに簡素化されている。
このほか、座席端部の袖仕切りは2段式の両面モケット張り、荷棚には2000系と同様のポリカーボネート板によるシースルー構造を採用するなど、5次車までは付帯設備に至るまでデザイン性を高めている。6次車ではバリアフリー設備を充実させるため、側引戸上部にドアチャイム・開扉誘導鈴・扉開閉警告表示灯が初めて搭載された。また、座席端部には新たにスタンションポールが設置された。これに併せて付帯設備にも設計変更が行われ、袖仕切りは2段の保護棒を組み合わせた青色化粧板張り平板に、荷棚はステンレス製の金網式に変更されている。
冷房装置は、1 - 5次車では能力可変幅を広く持たせたインバータ制御方式の東芝製RPU-4014形を採用し、従来よりきめ細かな温度調整を可能にしている。定格冷凍能力は14,000 kcal/hで、これを各車に3基ずつ搭載、クーラーキセにより外観上一体化させている。6次車は、補助電源装置からの直流330V出力が廃止された（後述）ことから、稼働率制御方式の東芝製 RPU-4011A形（冷凍能力13,000 kcal/h）に変更している。
なお本系列では、列車種別行先表示器・車内案内表示器への伝送や空調装置への動作指令には、乗務員室に設置された列車モニタ装置の表示画面上で一括操作する方式に変更されており、このシステムは以降に登場する各車系の標準装備となった。

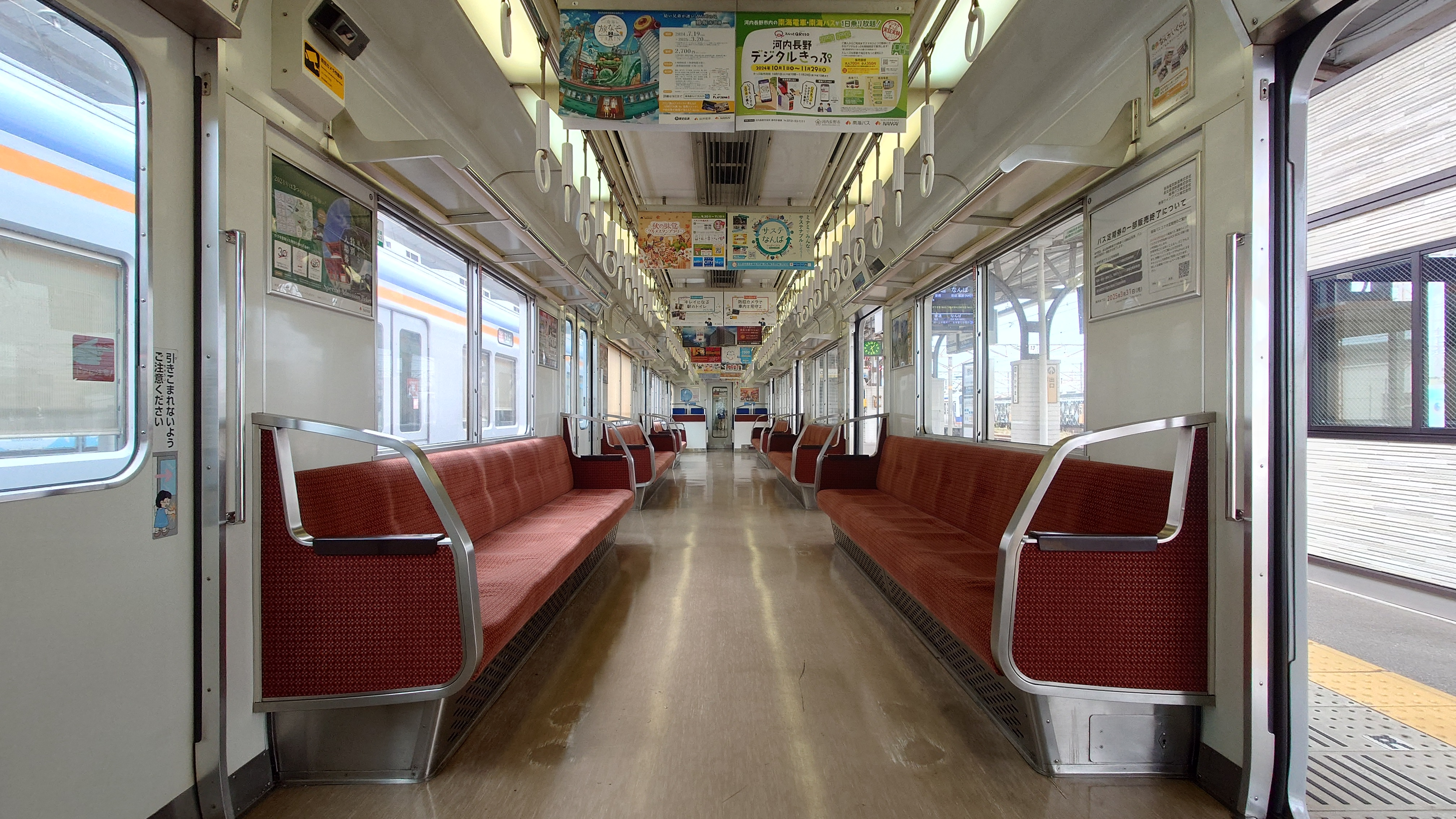
1次車 車内 （座席モケット交換・防犯カメラ設置後）
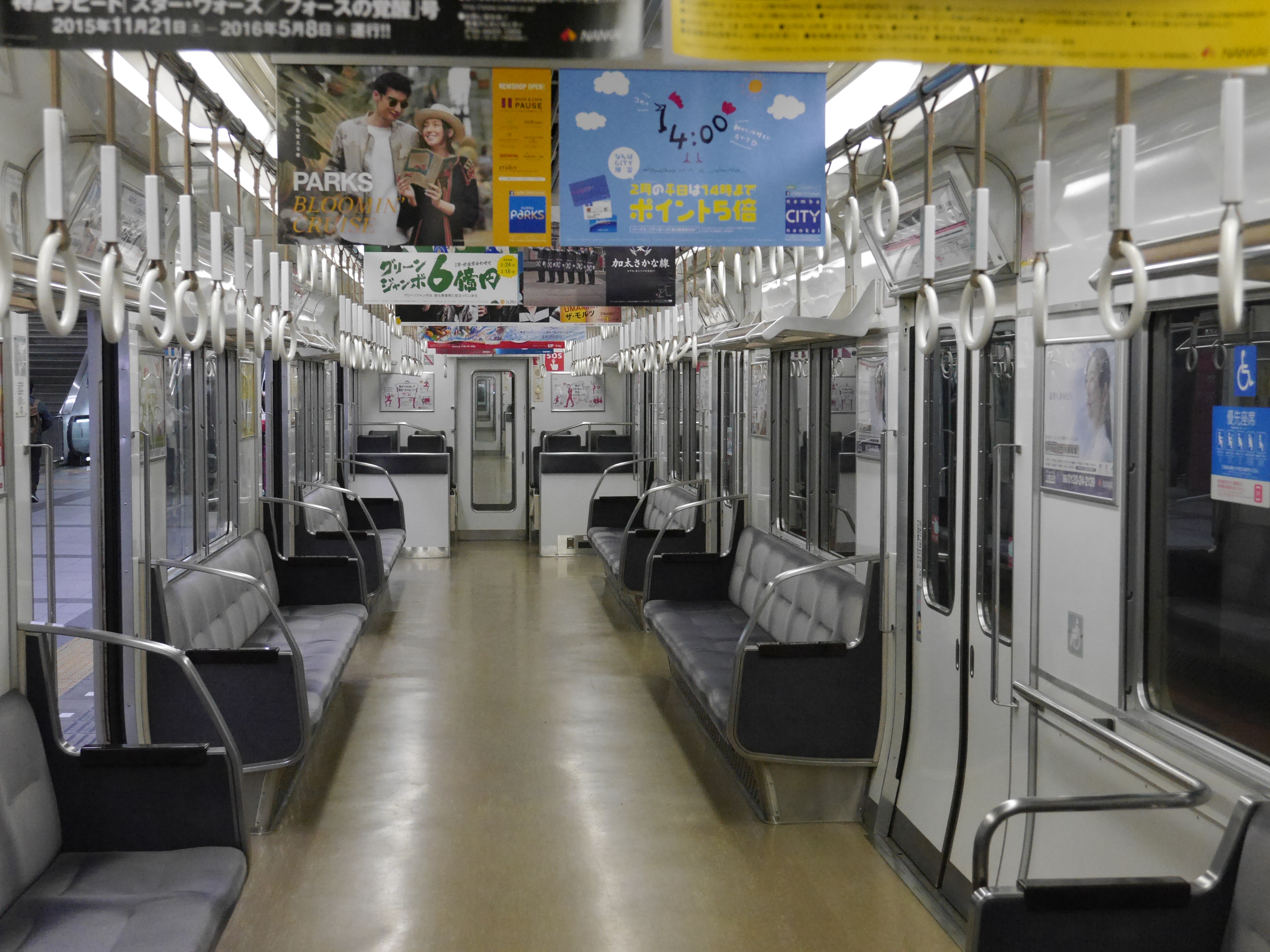
2 - 5次車 車内
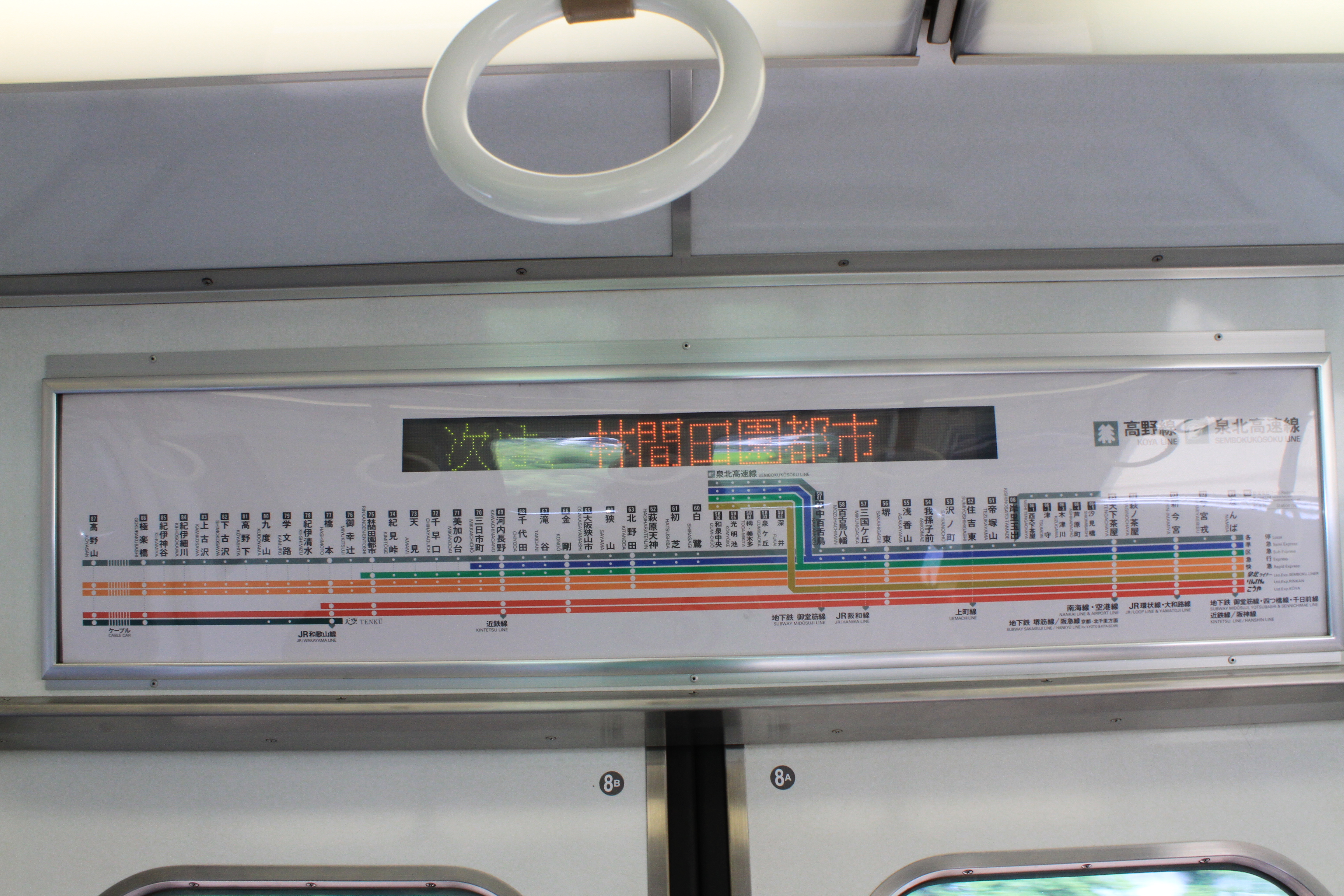
1 - 5次車 LED式車内案内表示器 （マップ式閉塞後）
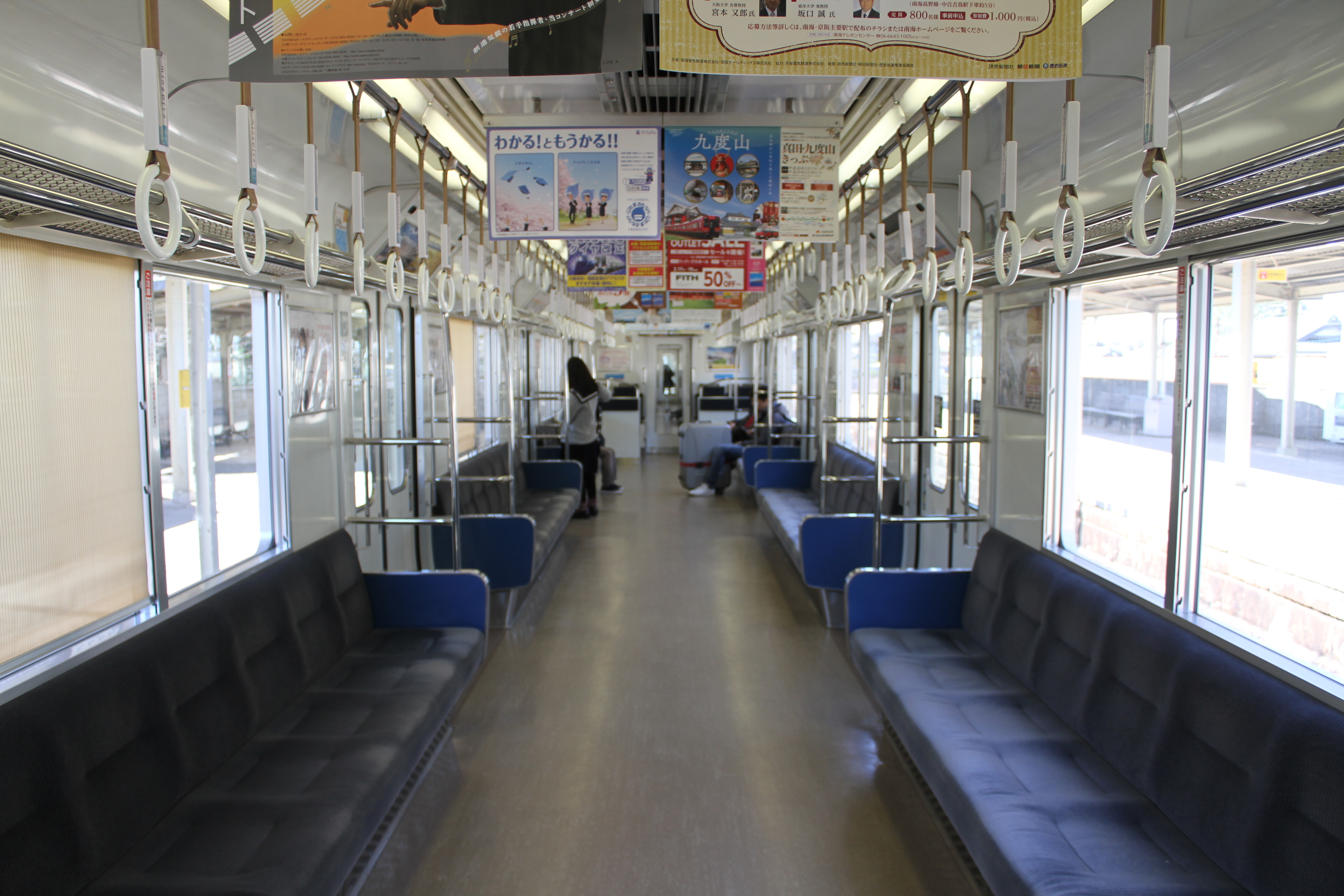
6次車 車内
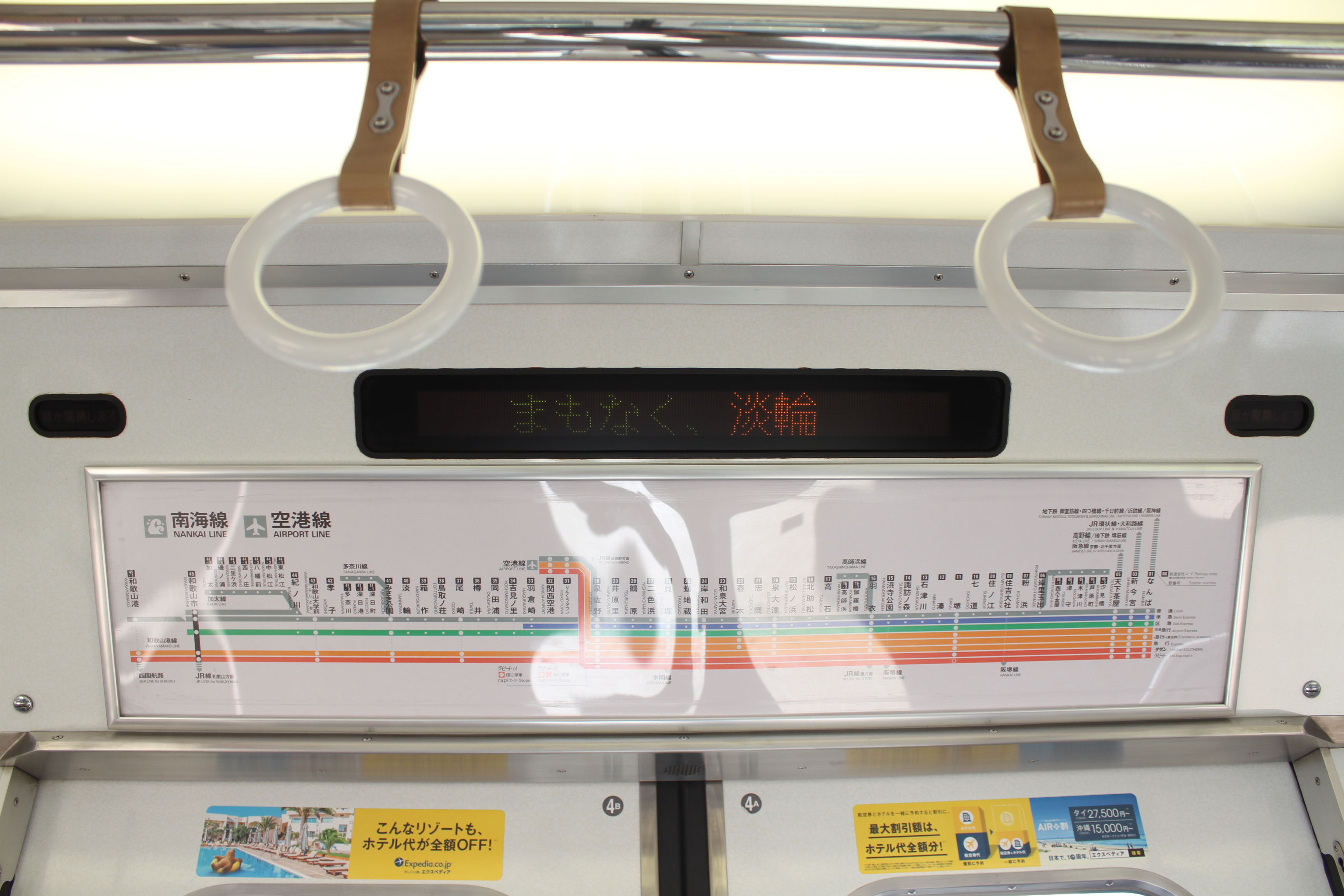
6次車 LED式車内案内表示器・扉開閉警告表示灯

## 主要機器

### 制御装置
1 - 5次車は、2000系で実績のある日立製作所製のVVVFインバータ制御装置 VFG-HR1420F形 を搭載し、主回路の無接点化による保守の低減と消費電力の節減を図っている。装置はインバータ装置とゲート制御装置を別箱とし、前者のスイッチング素子に耐圧4500 V・2500 A級のGTOサイリスタを使用している。1基の制御装置で4台の主電動機を制御し、これを各電動車に搭載する。なお、ゲート制御装置には列車モニタ装置の端末を内蔵し、平常時の動作状態や故障時のモニタデータを確認できるようにしている。
6次車は、南海で初となる2レベルIGBT素子の日立製作所製 VFI-HR1420G形（3300 V・1200 A級）を採用し、低損失・低騒音化と装置の小型軽量化（ゲート制御装置の抹消）、ならびに部品点数最少化を実現している。トルク電流の制御には、高速・高精度の制御が可能なベクトル制御を採用し、空転再粘着制御を従来よりも高性能化している。これにより全電気ブレーキにも対応し、制輪子の摩耗量を低減させている。

### 主電動機
各電動車が三菱電機製のかご形三相交流誘導電動機を4基ずつ装架する。1次車はMB-5046-A形、2 - 5次車は回転子端板の溶接構造と固定子ワタリ線の固定方法を変更した MB-5046-A2形 、6次車は軽量フレーム方式固定子構造を採用し冷却効果の向上を図った MB-5091-A形 をそれぞれ搭載する。いずれも定格出力は180 kWである。
駆動装置はWNドライブ方式で、TDカルダンドライブを採用した2000系と異なる。歯数比は99：14（7.07）で、設計上120 km/h運転可能な性能を備える。

### 集電装置
パンタグラフは、5次車までは従来通り下枠交差式の東洋電機製造製 PT-4826-A-M形 を搭載する。6次車ではシングルアーム式の東洋電機製造製 PT-7144-A形 が初採用され、軽量化および部品点数減少などの保守の省力化が図られている。

### 補助電源装置
1 - 5次車は絶縁形GTOコンバータ／トランジスタインバータ装置を採用している。システムはDC-DCコンバータ部とインバータ部で構成され、コンバータ部で直流1500 Vから安定した直流330 Vを出力、インバータ部で直流330 Vを三相交流220 Vに変換する。空調装置には直流330 Vを給電し、インバータ制御を行っている。
T2車（サハ1801形）・Tc2車（クハ1701形）に2両分負担の75 kVA級、T1車（サハ1601形）に4両分負担の140 kVA級をそれぞれ搭載する。
6次車ではIGBT素子を使用した静止形インバータ（2段分圧方式・75 kVA）に変更されており、これにより直流330 V出力が廃止されている。これをT2車（サハ1851形）とTc車（クハ1751形）に搭載しているが、装置の大幅な小型軽量化に伴う荷重バランス調整のため、両車では一部の機器配置が1 - 5次車から変更されている。

### 台車
全車とも軽量化と保守の省力化を目的として、南海では初採用となる住友金属工業製ボルスタレス台車を装備する。ただし1・2次車、3 - 5次車、6次車で台車枠構造や軸箱支持方式が異なる。
1・2次車は2枚の板ばねで軸箱を支持するSU形ミンデン式の SS-127形（電動台車）・027形（付随台車）、3 - 5次車は同じくSU形で横梁構造を改良したSS-127A形（電動台車）・027A形（付随台車）、6次車は軸箱支持方式をモノリンク式として曲線通過性能を向上させた SS-159形（電動台車）・059形（付随台車）をそれぞれ装備する。

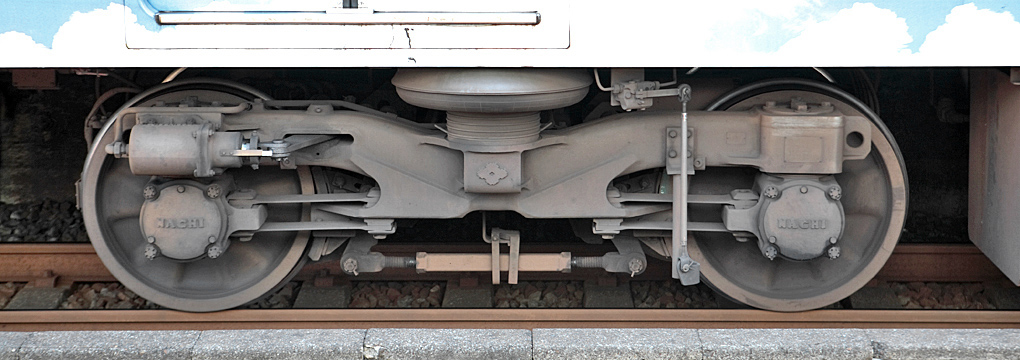
SS-127形台車 （1・2次車）
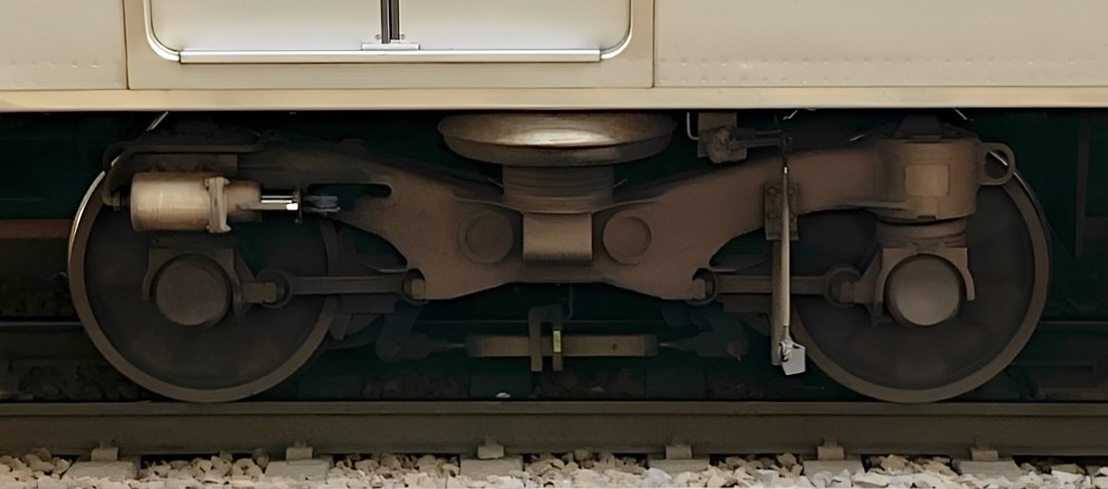
SS-159形台車 （6次車）

### ブレーキ装置
9000系の三菱電機製 MBS-R形 を基本としつつ、電動車の回生ブレーキ能力を有効活用する遅れ込め方式とした、MBSA形 全電気指令式電磁直通ブレーキを採用している。
抑速ブレーキは9000系と同様のバランス速度特性を持たせており、抑速ブレーキ中に回生失効した場合は自動的に空気ブレーキに切り替わる。南海線と高野線では必要とされる抑速バランス速度特性が異なることから、転属時には制御装置内（1 - 5次車はゲート制御装置内）の切換スイッチを使用し、抑速ブレーキ性能の設定を変更する。

## 形式
- モハ1001形（Mc）

1 - 5次車の難波方先頭に連結される制御電動車。下枠交差式パンタグラフと制御装置を搭載する。2両編成では30番台を付番される。
- モハ1051形（Mc）

6次車に連結される制御電動車。シングルアーム式パンタグラフと制御装置を搭載する。
- サハ1801形（T2）

1 - 5次車に連結される付随車。交流駆動の空気圧縮機と静止形DC-DCコンバータ／インバータを搭載する。
- サハ1851形（T2）

6次車に連結される付随車。交流駆動の空気圧縮機と静止形インバータを搭載する。
- モハ1301形（M2）

1 - 5次車に連結される電動車。下枠交差式パンタグラフと制御装置を搭載する。
- サハ1601形（T1）

1 - 5次車に連結される付随車。直流駆動の空気圧縮機と静止形DC-DCコンバータ／インバータを搭載する。
- モハ1101形（M1）

1 - 5次車に連結される電動車。制御装置を搭載する。
- モハ1151形（M1）

6次車に連結される電動車。制御装置を搭載する。
- クハ1501形（Tc）

1 - 5次車の6両編成で和歌山市・関西空港・橋本方先頭に連結される制御車。
- クハ1701形（Tc2）

1 - 5次車の2両編成に連結される制御車。交流駆動の空気圧縮機と静止形DC-DCコンバータ／インバータを搭載する。
- クハ1751形（Tc）

6次車に連結される制御車。交流駆動の空気圧縮機と静止形インバータを搭載する。

## 次車別解説

### 1次車

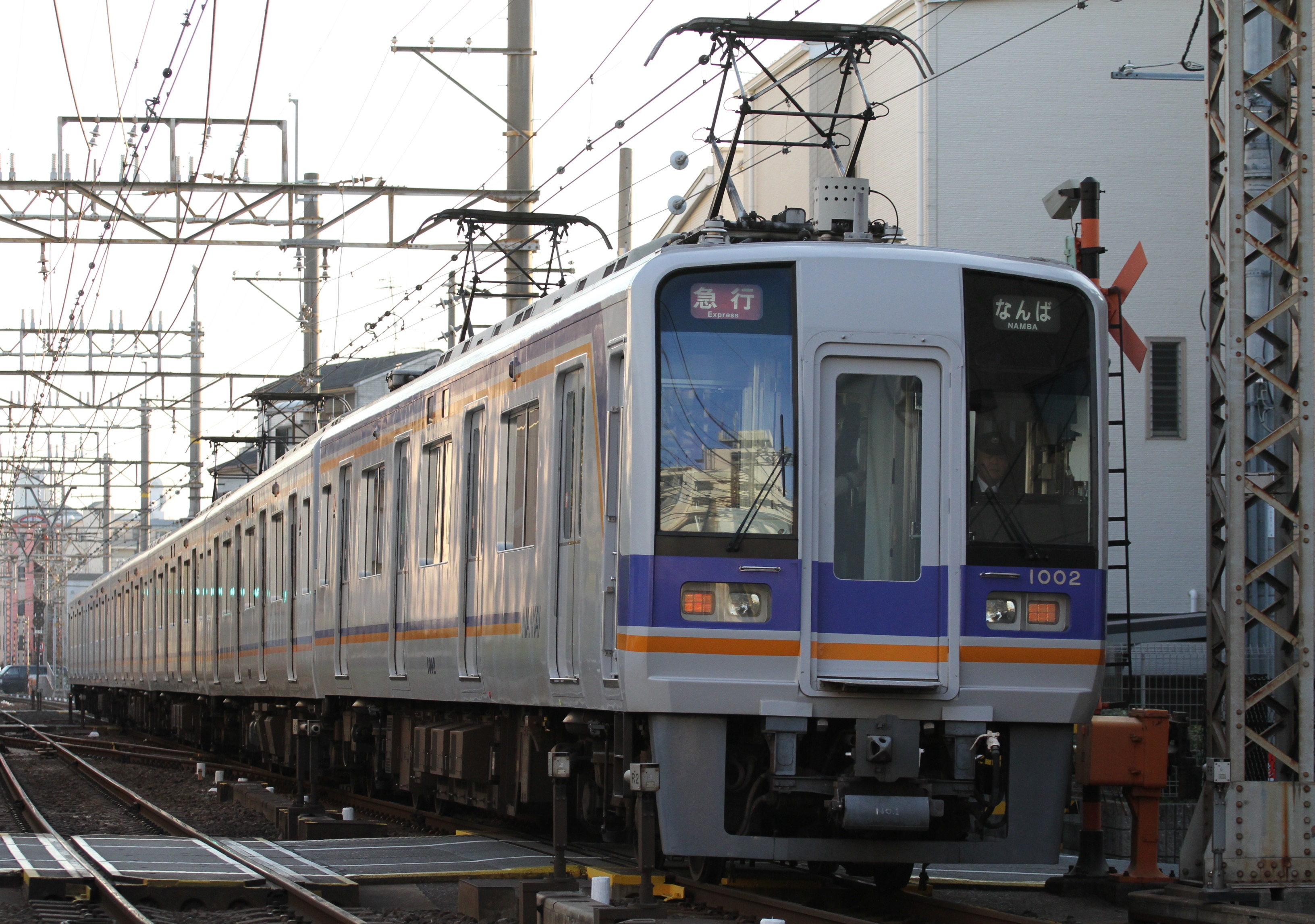
1次車

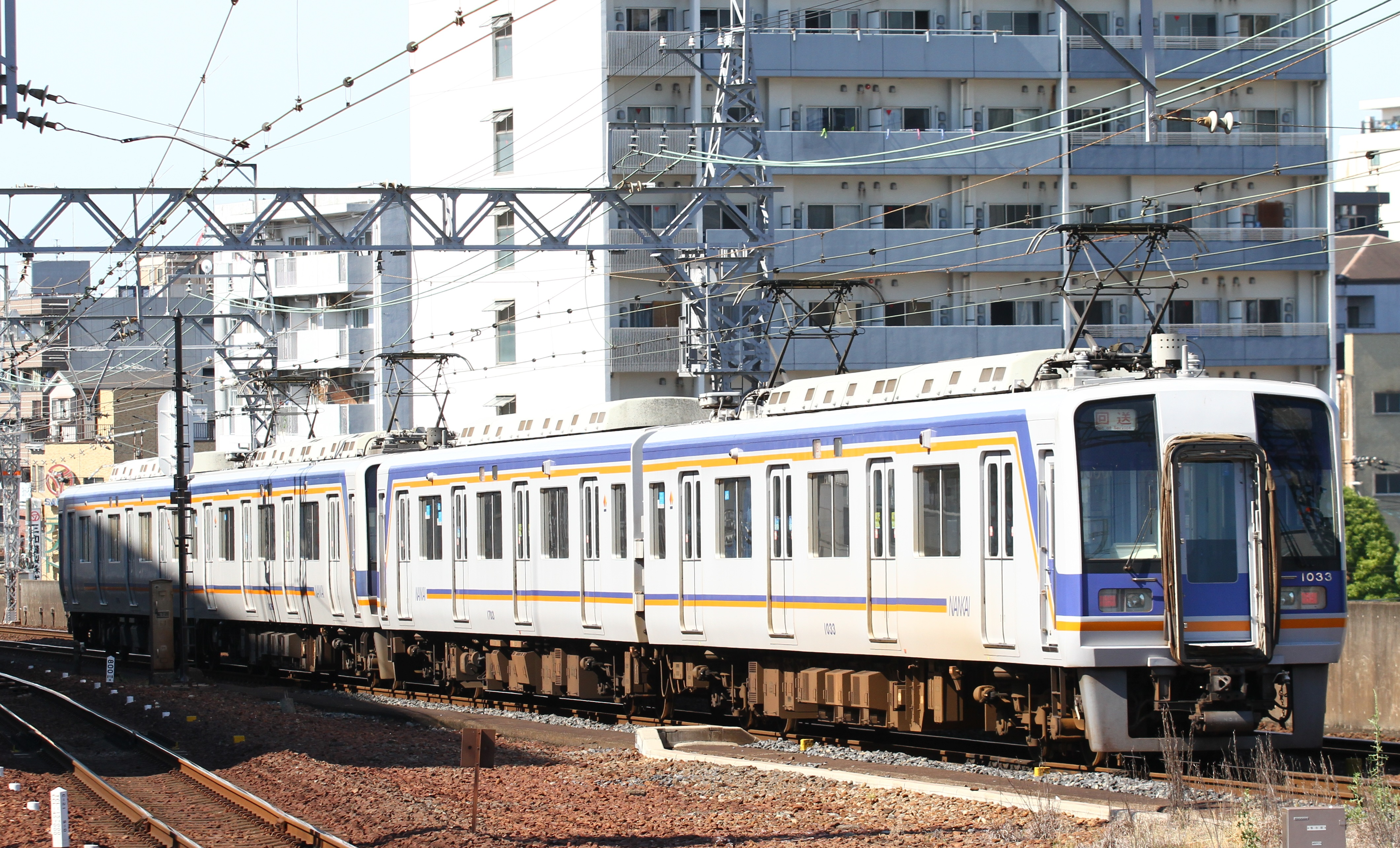
車側灯の高さが異なる1次車（1033F）と3次車（1036F）の4両編成 （2017年6月17日 新今宮駅）

- 2024年（令和6年）4月現在、全車（6両編成×3本、2両編成×3本）が南海本線に在籍する。
- 編成ごとの移動歴は以下のとおりである。
  - 1001F：1992年7月[13] -（南海本線）- 1995年8月[14] -（高野線）-  2018年5月[15] - 現在まで南海本線
  - 1002F：1992年7月[13] -（南海本線）- 1994年5月[14] -（高野線）- 2022年3月[16] - 現在まで南海本線
  - 1003F：1992年11月[13] -（高野線[注 11]）- 2003年6月[19] -（南海本線）- 2009年5月[20] -（高野線）- 2009年10月[20] -（南海本線）- 2012年10月[21] -（高野線）- 2015年7月[22] - 現在まで南海本線
  - 1031F：1992年7月[13] -（南海本線）- 2012年10月[21] -（高野線）- 2015年6月[22] - 現在まで南海本線
  - 1032F：1992年7月[13] -（南海本線）- 1994年5月[14] -（高野線）- 2003年6月[19] -（南海本線）- 2005年10月[23] -（高野線）- 2021年10月[16] - 現在まで南海本線
  - 1033F：1992年11月[13] -（高野線[注 11]）- 2003年6月[19] - （南海本線） - 2009年8月[20] -（高野線）- 2009年11月[20] -（南海本線）- 2012年10月[21] -（高野線）- 2015年6月[22] - 現在まで南海本線
- 列車種別選別装置は竣工当初、更新準備工事にとどまっていた[24]。
- 2次車以降の車体拡幅車と連結した場合、列車後方から車体幅の狭い1次車2両編成の車側灯が確認しづらいという問題があったことから、2両編成を対象に車側灯の台座が嵩上げされ、拡幅車に位置を揃えられている[4][12][注 12]。

- 車側灯の高さが異なる1次車（1033F）と3次車（1036F）の4両編成
（2017年6月17日 新今宮駅）

### 2 - 5次車

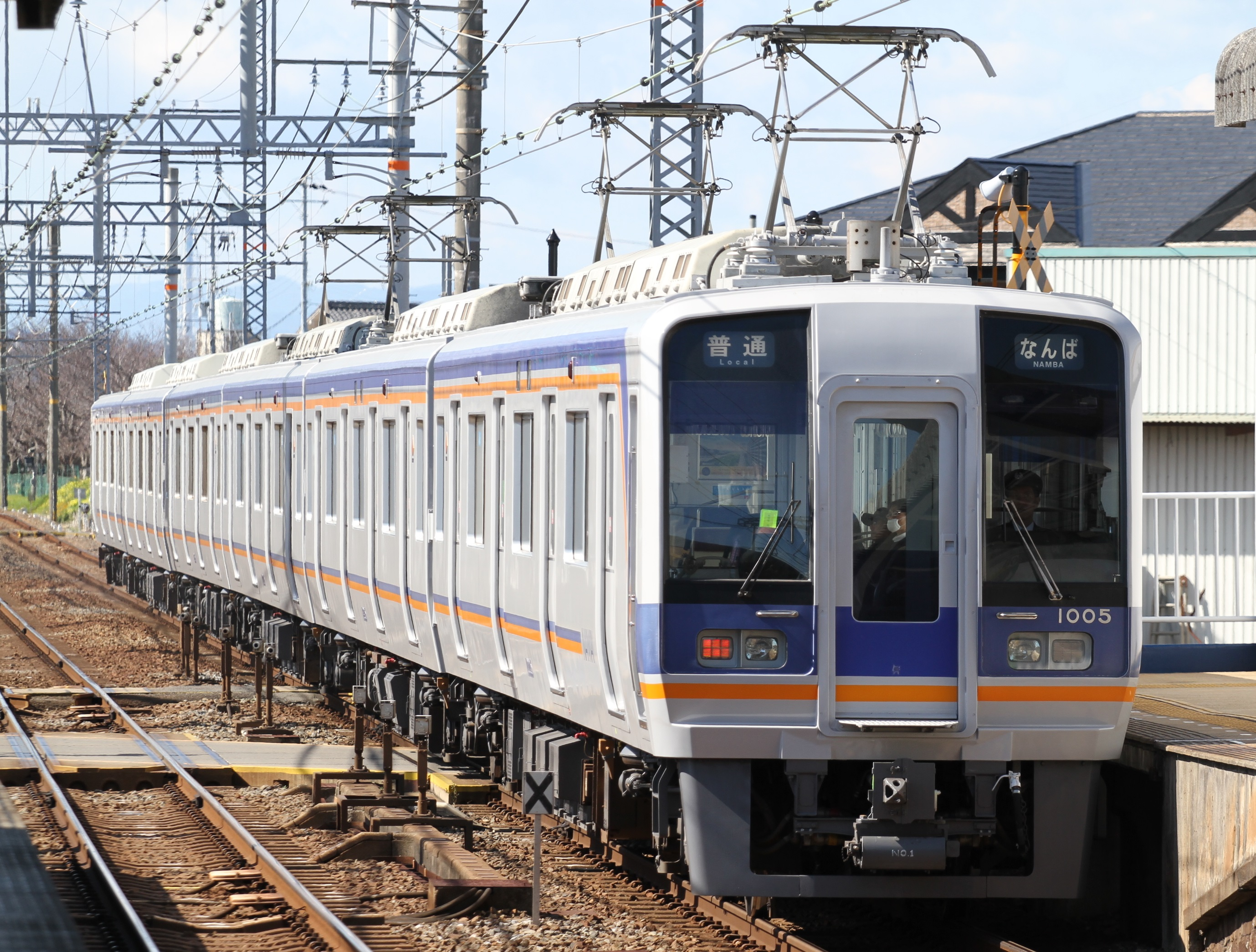
2次車

- 1994年（平成6年）登場。2000年（平成12年）まで増備された。
- 2024年（令和6年）4月現在、全車（6両編成×7本、2両編成×3本）が南海本線に在籍する。
- 主に南海本線に配置されてきた。1004F・1034Fは2013年（平成25年）4月から2015年（平成27年）5月にかけて[25][22]、高野線に在籍していた。
- このグループからCI導入に準拠し先頭車のロゴタイプが変更され、さらに使用されなくなった旧社章に代わってCI章が採用された[4][注 13]。
- 列車種別選別装置は最初から、車上子⇔地上子双方向の高速デジタル伝送を可能としたトランスポンダ方式を採用した[4]。
- 2・3次車と4・5次車の相違点は、ATS車上子の取付位置を変更した程度に留まる[12]。
- 5次車では列車種別選別装置を解体発生品としたため、運転台計器盤パネルの形状が変更された[9]。また先頭台車には、2006年（平成18年）より増粘着剤噴射装置を設置している[9][26][注 14]。

### 6次車（50番台）
- 2001年（平成13年）登場。
- 1051Fの4両編成×1本のみ在籍。

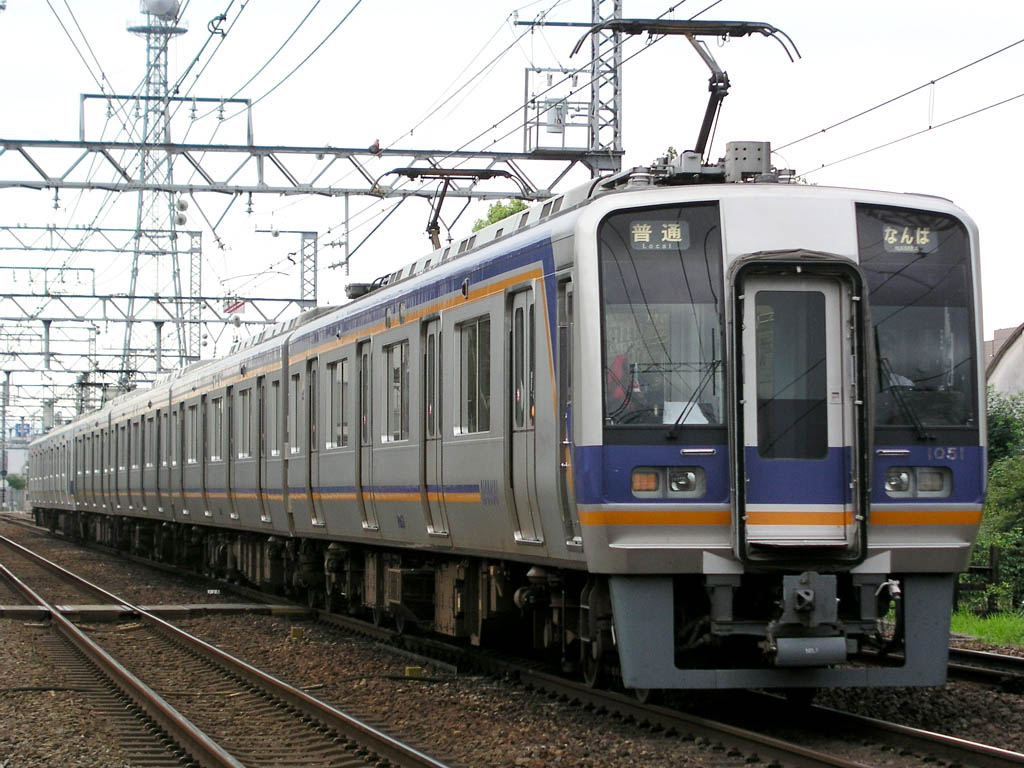
6次車（50番台）

- 新製時より長らく南海本線で運行されていたが、2018年（平成30年）5月から2024年（令和6年）3月にかけて高野線へ転属[15][27]、現在は南海本線に復帰している。
- 「バリアフリー法」の施行に伴い、最新のバリアフリー対応としてドアチャイム・開扉誘導鈴・扉開閉警告表示灯・転落防止幌が設置された[9][注 15]。
- 車端部に設置されているボックスシートのシートピッチを100 mm拡大し565 mmとした[5]。
- デジタル表示による運転台計器盤パネルを廃止し、アナログ表示に戻された[5]。
- T2車（サハ1851形）とTc車（クハ1751形）には、スキッド時のフラット発生を制御するため、滑走の検知と再粘着制御を行うファインスキッド制御装置を搭載している[5]。
- 1851号車にレールオイラー（軌条塗油器）が設置された[5]。ただし同一路線を走行する他系列が代わりに装備した場合は、必要に応じて撤去を行う[9]。

## 改造工事

### インバウンド対応工事

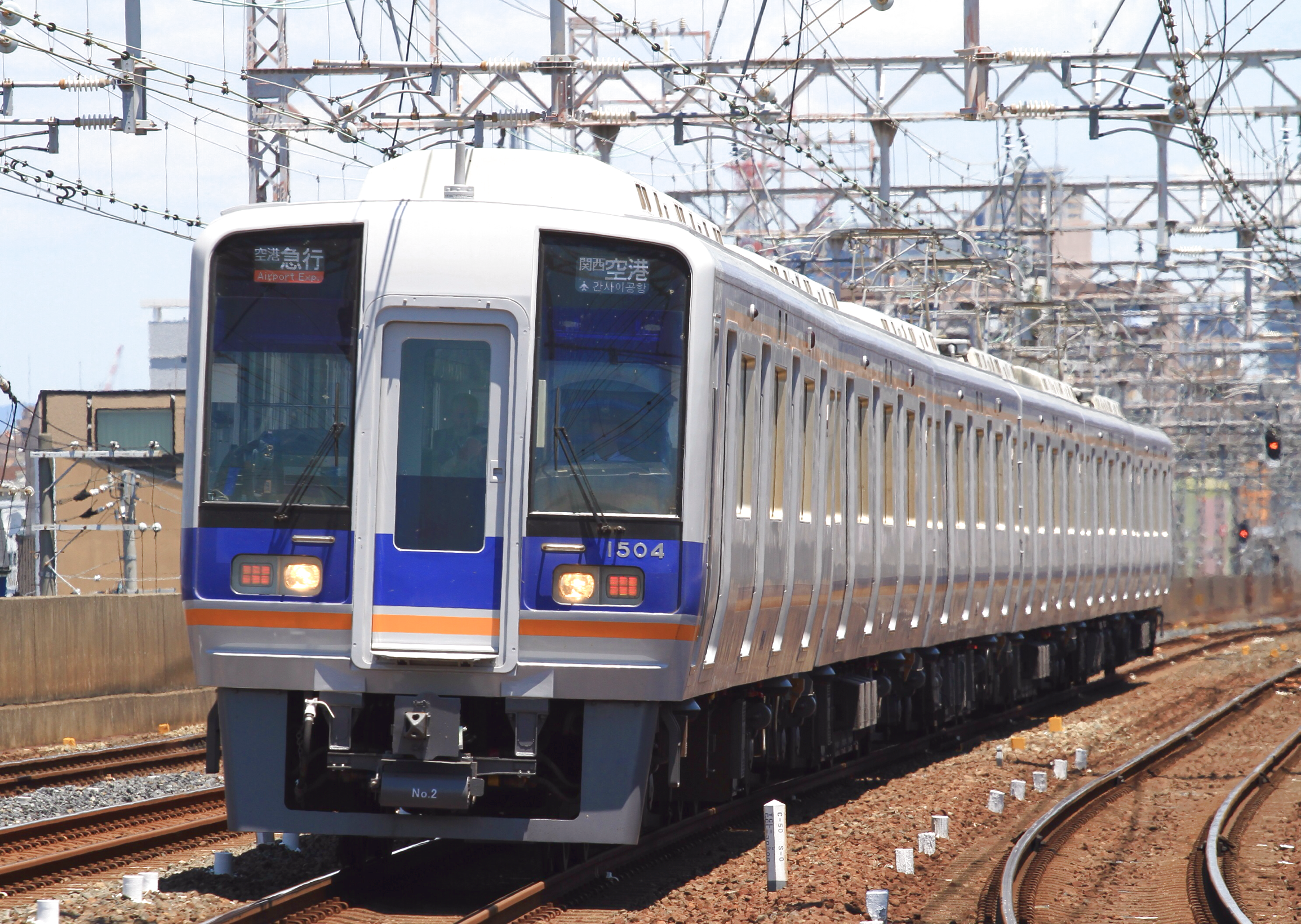
インバウンド対応施工後
（2次車）

訪日外国人旅行客の利用が急増したことを受け、多言語対応により情報案内サービスを拡充する必要が生じたことから、2017年（平成29年）よりインバウンド対応工事が開始された。初の竣工車となった1004Fは同年5月に営業運転に復帰した。2020年（令和2年）3月までに1 - 5次車の全編成が、2024年（令和6年）3月には6次車が工事を終え、全車への施工が完了している。
施工内容は以下の通りである。
- 列車種別・行先表示器をフルカラーLEDに変更（漢字・ひらがなの他、英語・中国語・韓国語を表示）
- 車内案内表示器を8300系と同型の4カ国語対応LCDに換装
- 多言語自動放送装置の設置
- 列車モニタ装置の更新

LED式行先表示器 （4カ国語切り換えに対応）
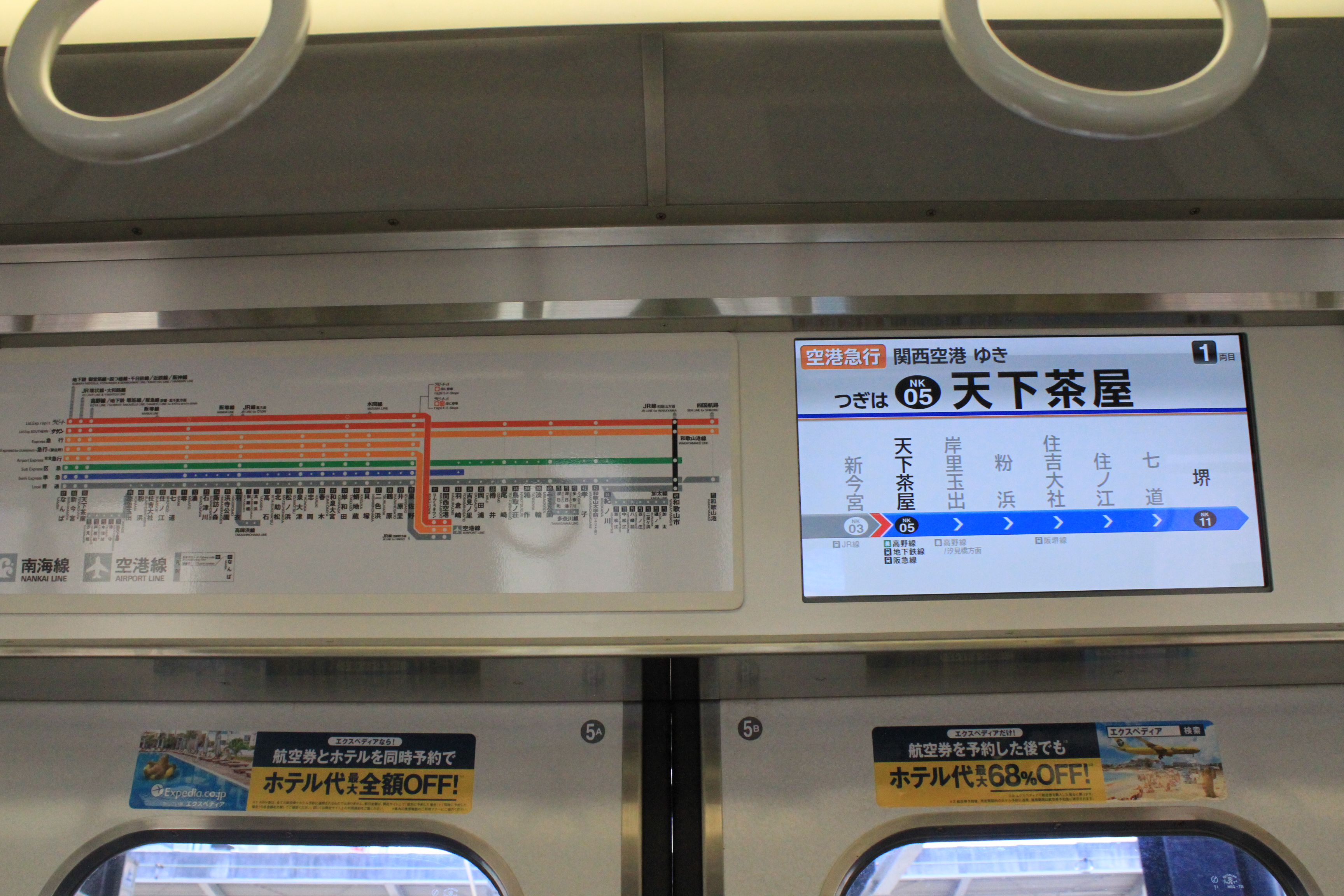
LCD式車内案内表示器
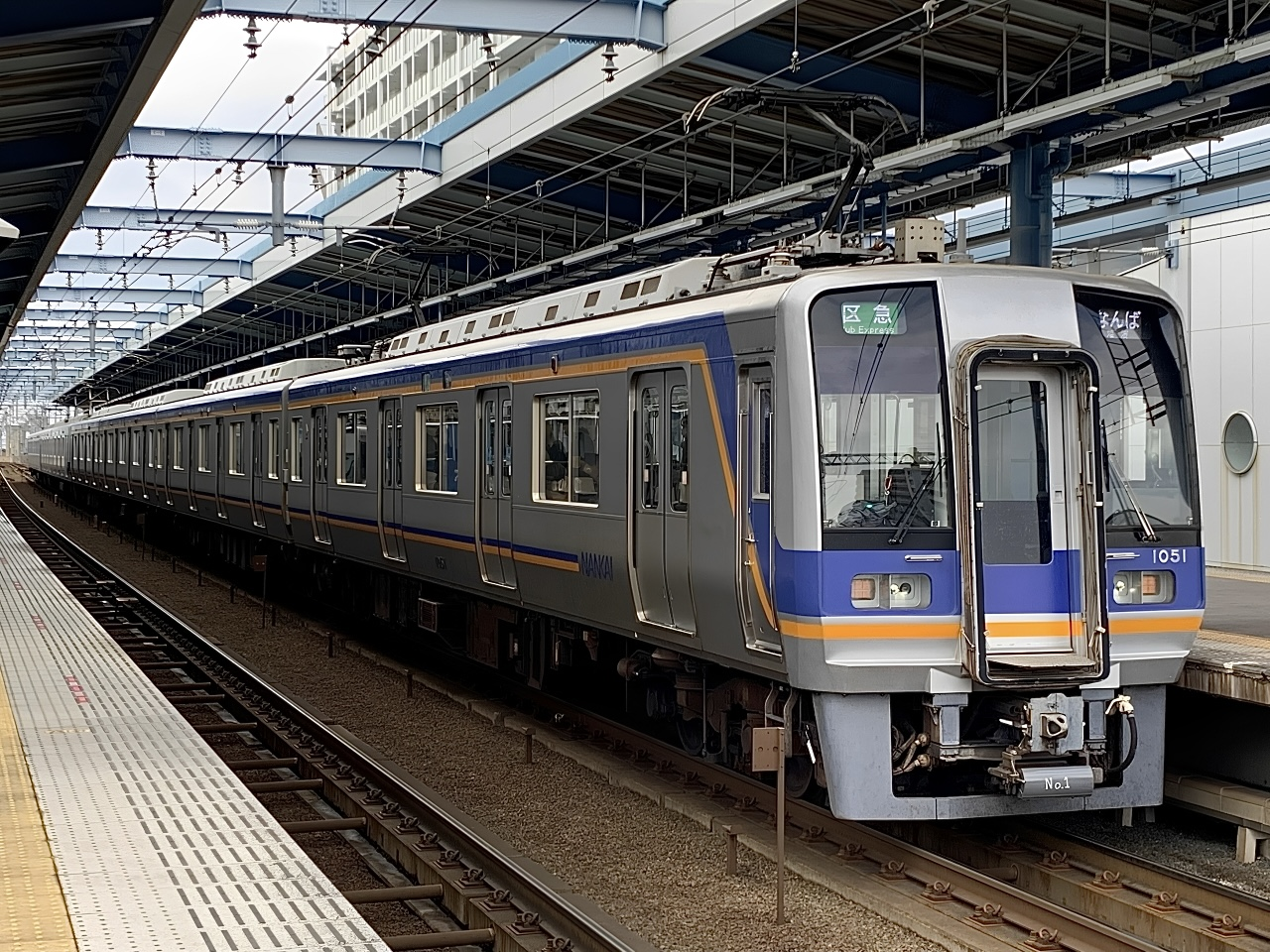
6次車

### 前照灯LED化
2018年3月以降、前照灯がシールドビームからLEDに交換された。2019年（令和元年）7月までに全車の改造が完了している。

### 車内防犯カメラ設置
列車内のセキュリティ向上と犯罪抑制のため、出入口付近に防犯カメラを設置する工事が2024年（令和6年）度内で完了した。

### 今後の改造計画
2024年（令和6年）度から床下機器の更新が実施される計画となっている。

## 車体ラッピング
当系列の6両編成の一部はラッピング電車として運用されている。

### 南海グループPR列車
「なんばパークス」ラッピング
2003年（平成15年）開業の難波駅前大型商業施設「なんばパークス」をイメージしたラッピングが、当時高野線所属の1001F・南海本線の1003Fにそれぞれ施された。1001Fは2010年（平成22年）2月、1003Fは2008年（平成20年）7月に一般塗装へ戻された。
「minapita」ラッピング
南海が扱うPiTaPaサービス「minapita」のラッピングが、高野線の1002F・南海本線の1010Fにそれぞれ施された。1002Fは2013年3月、1010Fは2010年（平成22年）8月に一般塗装へ戻された。
「みさき公園」ラッピング
2009年（平成21年）2月から数年間、みさき公園の新イルカ館をイメージしたラッピングが、南海本線の1009Fに施された。
「ハニワ駅長」ラッピング
2019年（令和元年）7月9日に、南海沿線に点在する百舌鳥古墳群がユネスコ世界文化遺産に登録されたことを記念し、大阪府堺市の百舌鳥・古市古墳群PRキャラクターである「ハニワ課長」と、南海電鉄のタイアップキャラクター「南海ハニワ駅長」をモチーフにしたラッピングが南海本線の1003Fに施された。車両側面にはPRメッセージ、堺の伝統産業や伝統文化である茶の湯や和菓子、堺打刃物、注染和ざらし、お香などをハニワ駅長が体験している姿のイラスト等が描かれていた。
7月20日には、難波駅で運行開始記念セレモニーが開催され、難波 - 三国ヶ丘間のツアー団体列車としてラッピング列車が高野線を走行した。
「すみっコぐらし」ラッピング
2021年（令和3年）7月26日から12月末までの予定で、「南海電車」と「すみっコぐらし」がコラボレーションし、車体全体にキャラクターたちが描かれた車両が運行された。ラッピングは高野線の1002Fに行われ、1号車は高野山、2号車は古墳、3・4号車は和歌山、5号車は住吉大社、6号車は南海の海を表現したイラストとなっていた。

### 広告列車
「住之江競艇」ラッピング
2007年（平成19年）12月から2009年（平成21年）7月中旬まで、南海本線の1005Fに施された。
「りんくうプレミアム・アウトレット」ラッピング
2020年（令和2年）9月から、りんくうプレミアム・アウトレットのシーサイドエリアがオープンしたことを告知するため、1006Fにラッピングが施された。なお2021年（令和3年）4月16日頃にラッピングは剥がされている。

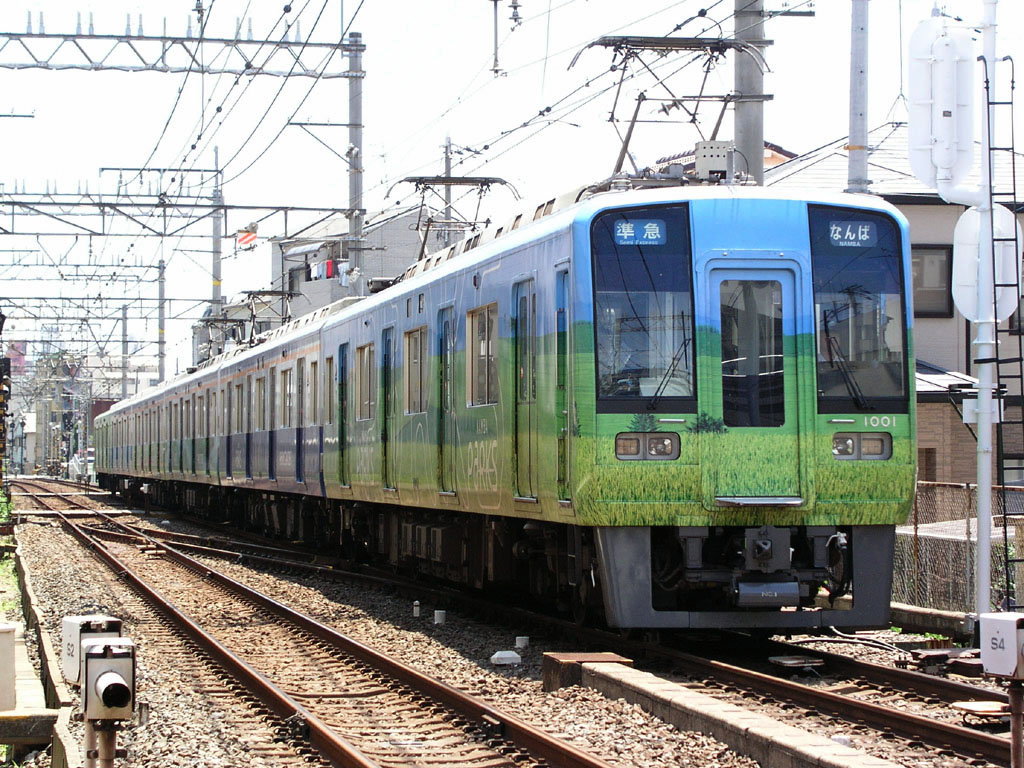
1001F なんばパークスラッピング （2006年7月 住吉東駅付近）
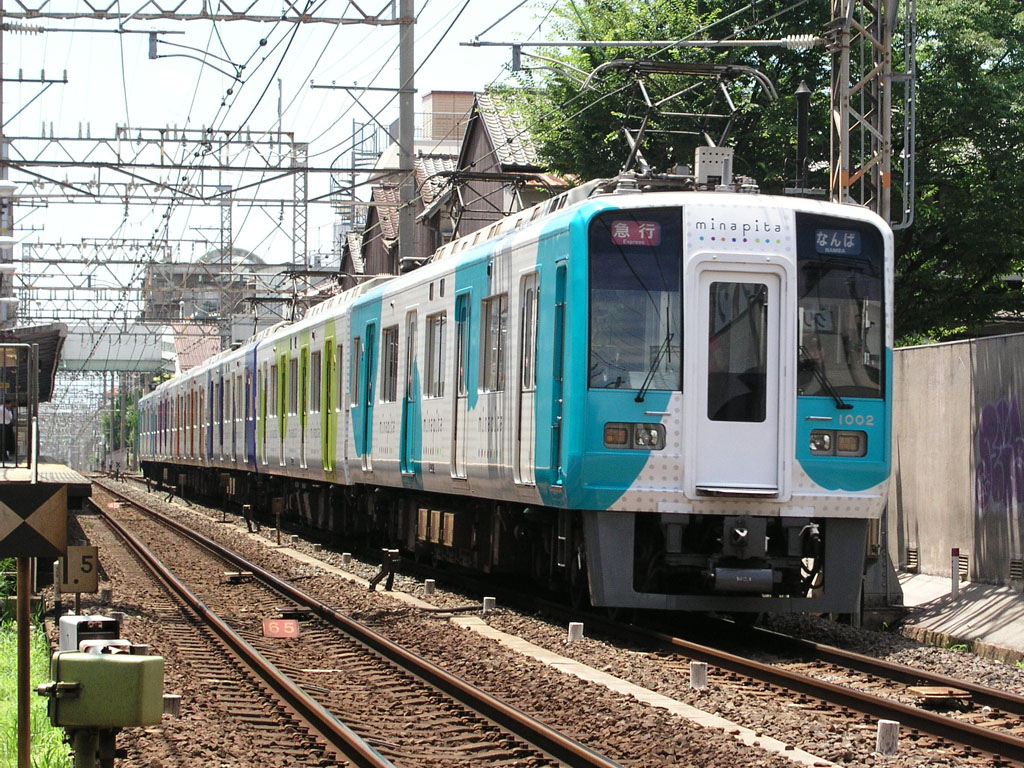
1002F minapitaラッピング （2006年7月 帝塚山駅付近）
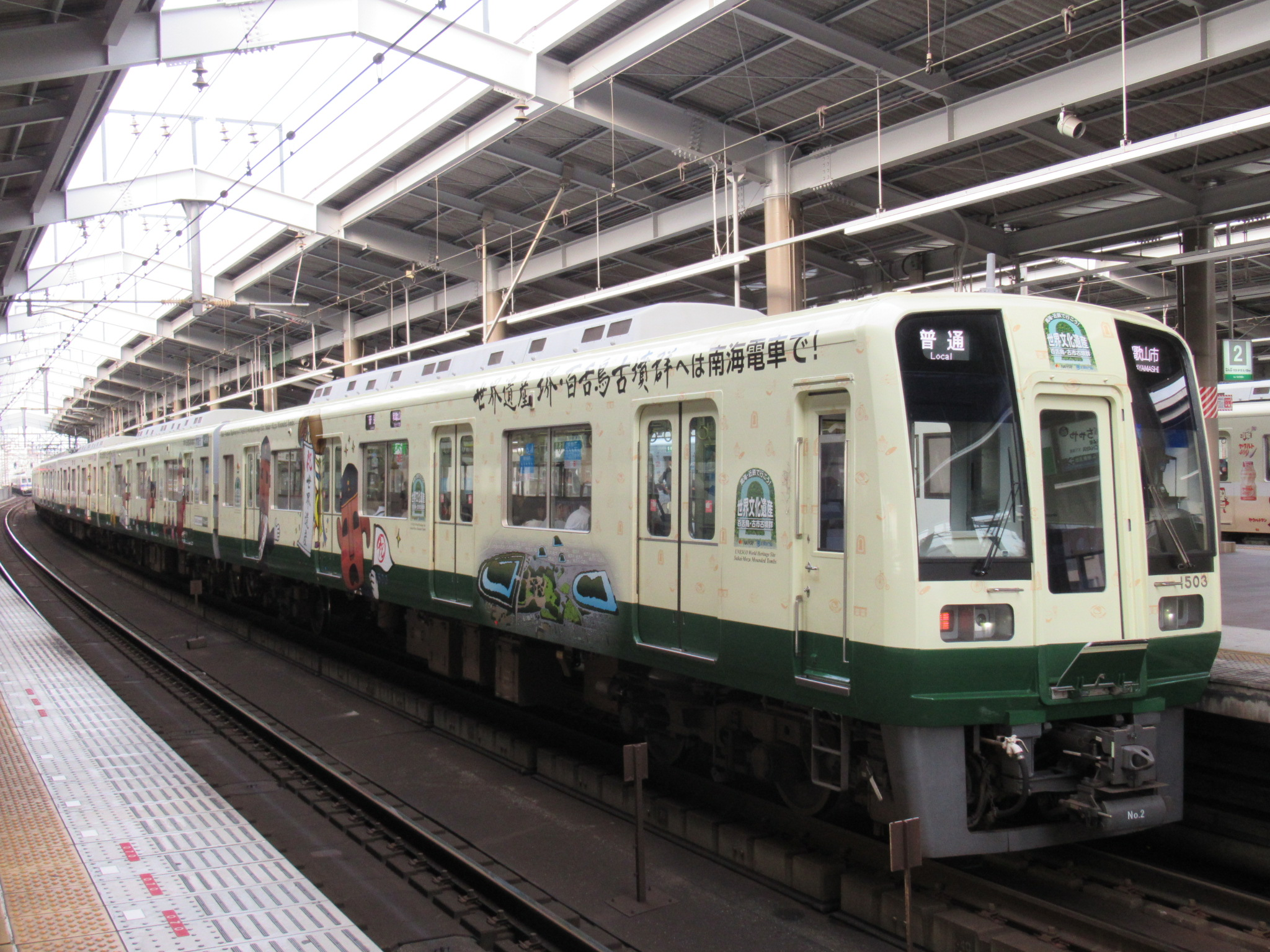
1003F 「ハニワ駅長」ラッピング （2019年9月 天下茶屋駅）
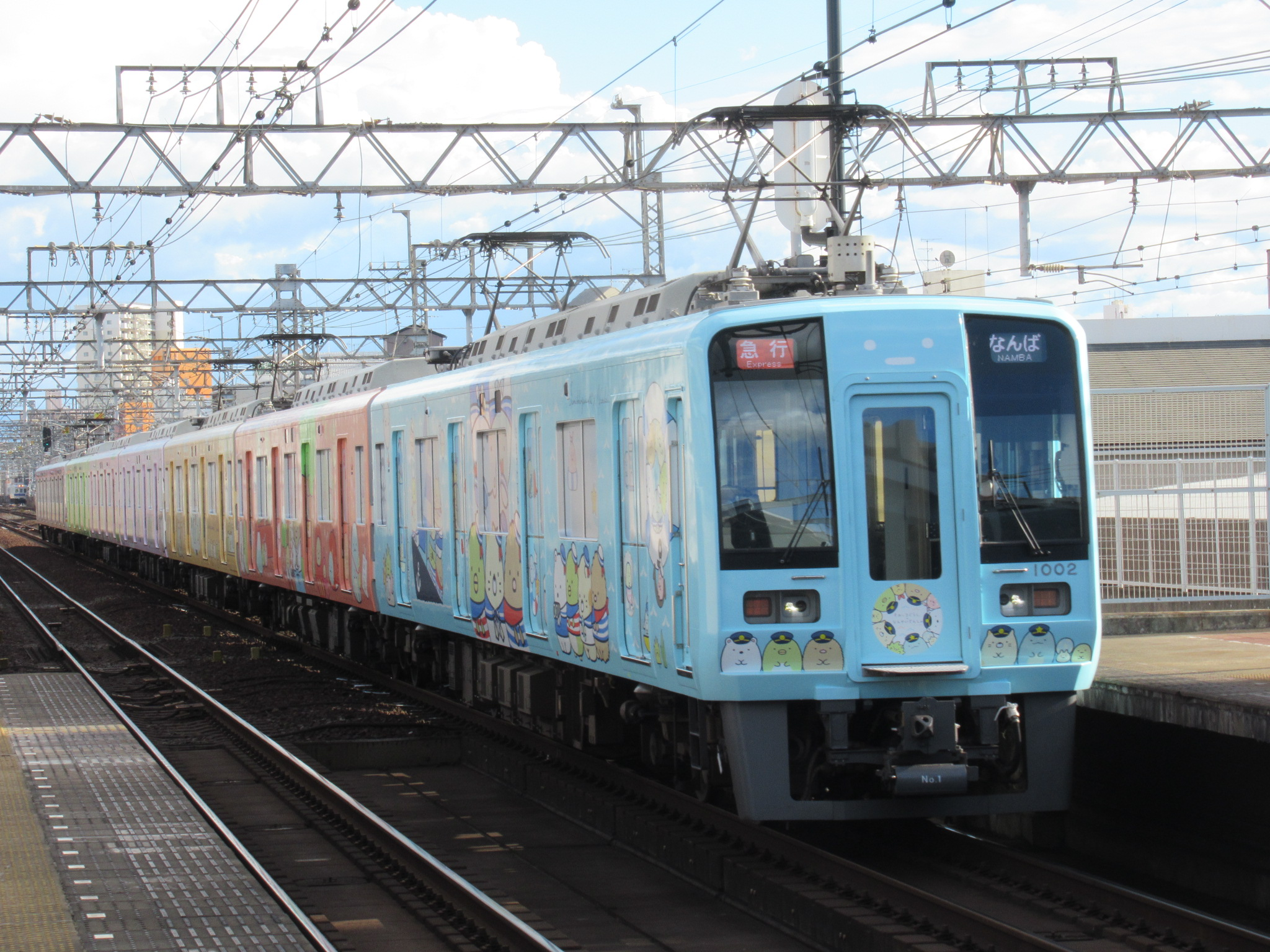
1002F　すみっコぐらしラッピング （2021年8月 天下茶屋駅）

## 主な転属歴
本系列は両線共通仕様車であるため、車両需給に応じて転属・貸出が行われてきた。2024年（令和6年）4月現在までの主な転属歴は以下の通りとなっている。
- 1994年（平成6年）5月：空港線開業に向け2次車（1004F - 1006F・1034F・1035F）が南海本線へ集中投入されたのに伴い、1002F・1032Fが南海本線から高野線に転属した[12][14]。
- 1995年（平成7年）8月：南海本線への3次車（1007F・1036F）増備により、1001Fが南海本線から高野線に転属した[12][14]。翌月に控えた橋本駅までの複線化開業に伴う高野線ダイヤ改正での運用増に備えたものである。これにより南海本線に所属する1次車は一時的に1031Fのみとなった。
- 2003年（平成15年）6月：前月末の高野線ダイヤ改正での運用減に伴い、1003F・1032F・1033Fが高野線から南海本線に転属した[19]。これにより7100系1次車が全廃された。
- 2005年（平成17年）10月：高野線白紙ダイヤ改正で20 m車の運用が増加するのに備え、1032Fが南海本線から高野線に転属した[23]。
- 2009年（平成21年）5月以降：1003F・1033Fが南海本線から高野線に転属した。これにより6200系6511F・6100系6107Fの長期入場に伴う車両不足を補った。6107Fが台車置換え工事を終え6300系6314Fとして出場、また6511Fが更新工事（VVVF化）を完了したため、1003F・1033Fは11月までに南海本線へ復帰した[45][20]。
- 2012年（平成24年）10月：8200系の更新工事（VVVF化）や新型ATS（ATS-PN）導入に伴う高野線各車両の車上装置更新による車両不足対策のため、1003F・1031F・1033Fが南海本線から高野線へ転属[37][21]、翌2013年（平成25年）4月には1004F・1034Fも転属し、2次車（拡幅車）が高野線でも運用されるようになった[25][46]。これらの編成は全て2015年（平成27年）5月から7月までに南海本線へ復帰し[22]、7000系の置き換えに充てられた。
- 2018年（平成30年）5月：1001Fが高野線から南海本線に、1051Fが南海本線から高野線にそれぞれ転属した[15][47][48]。1001Fが南海本線所属となるのは23年ぶり、1051Fが高野線に所属するのはこれが初となった。
- 2021年（令和3年）10月：高野線の車両運用上の自由度を向上させるため、高野線所属の1032Fと南海本線所属の8300系8712Fを交換、2022年（令和4年）3月にも同様に、高野線所属の1002Fと南海本線所属の8310F・8711Fがそれぞれ交換配置された[16][49]。これにより1 - 5次車の全車が南海本線に所属することになった。
- 2024年（令和6年）3月：1051Fが高野線から南海本線に転属した[27]。これにより本系列の全車が南海本線に在籍することとなった。

## 運用

### 南海本線

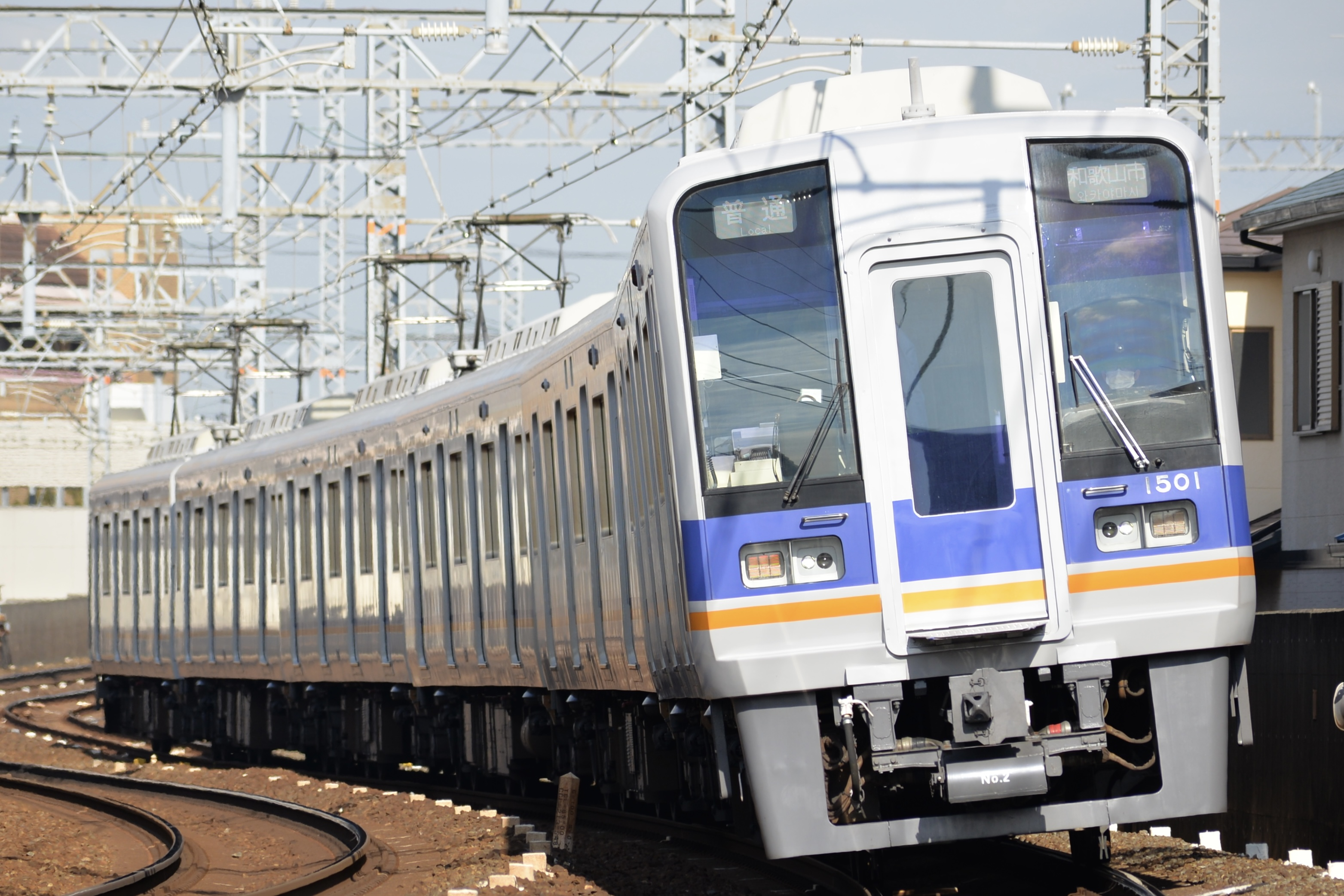
普通運用に入る1001F
（二色浜駅）

6両編成は単独で普通車から急行まで幅広く用いられる。
2両編成は2本繋いだ4両編成で普通車、3本繋いだ6両編成で普通車から急行までの各種別に充当される。
かつては8000系や8300系4両との併結運転を行っていたが、前述のインバウンド対応工事後は他系列との併結は実施されていない。
6両と2両を併結した8両編成の運用実績は南海本線では少なく、営業運転開始直後と、2010年2月・同年4月・2018年6月の僅かな回数に留まっていたが、2024年12月の改正以降は恒常的に運用されている。
2001年（平成13年）に竣工した1051Fは、登場後暫くは4両単独で普通運用のみに充当されていたが、2002年（平成14年）の年末から2両編成を併結した6両編成での運行が開始された。2018年（平成30年）5月、高野線へ初めて転属したが、2024年（令和6年）3月に南海本線へ復帰、その後は2両編成×2本と併結した8両編成でも運用されるようになった。
なお、1次車は1992年（平成4年）7月のデビューから1993年（平成5年）4月ダイヤ改正までの短期間、難波駅 - 多奈川駅間で運行されていた淡路島航路連絡の-急行-「淡路号」の運用にも充当され、多奈川線へ直通運転した実績がある。また本系列は、南海本線を走る他の一般車両とともに、2012年（平成24年）4月ダイヤ改正まで運転されていた自由席特急にも使用された。

### 高野線

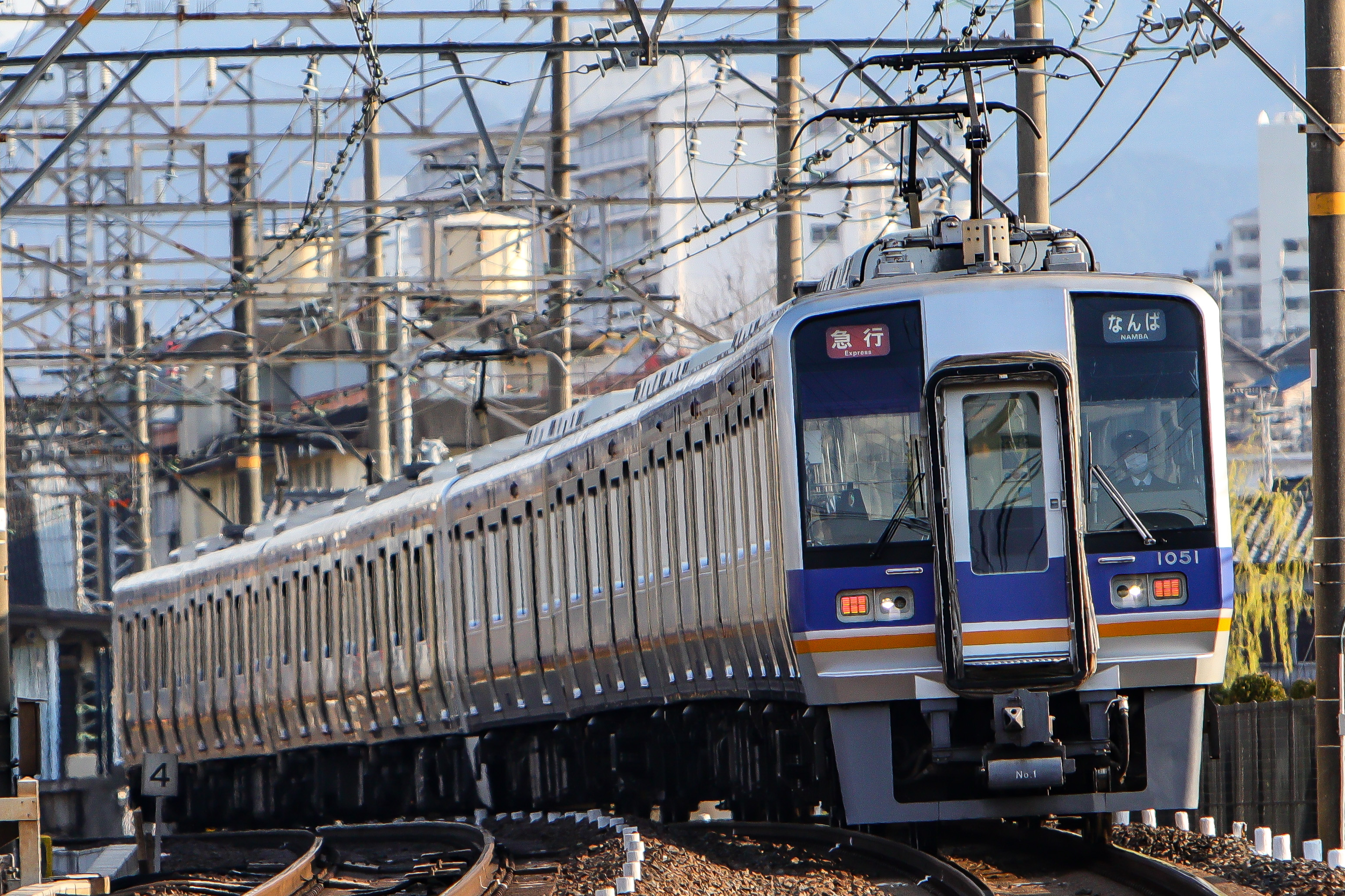
1051Fに8300系を併結した8両編成

2024年（令和6年）4月現在、本系列の在籍はないが、かつては両線共通仕様車として高野線でも幅広く活躍していた。本系列は20 m級車両であるため、高野線難波駅 - 橋本駅間の区間運転に使用されたほか、泉北高速線への直通列車や同線内の折り返し列車としても運用された。
6両と2両を併結した8両編成、4両（1051F）と8300系4両を併結した8両編成、6両編成単独、または4両と2両を併結した6両編成で、各駅停車から快速急行まで、区間運転の各種別に充当されていた。なお10両編成での運転は、本系列では実績がなかった。4両編成の各駅停車は1051F単独での運行で、2両編成は原則的に増結専用となっていた。
2003年（平成15年）以降、2両編成の配置が一時的になくなり6両編成による単独運用のみとなっていたが、2005年（平成17年）のダイヤ改正で1032Fが南海本線から転入したため、本系列による8両運転が可能となった。
2018年（平成30年）5月には1001Fと入れ替わりで、1051Fが高野線所属となった。暫くは1032Fを併結した6両編成で運用されていたが、8300系6次車投入後の2020年（令和2年）以降は主に8300系4両と併結した8両編成で運転された。
2022年（令和4年）3月までに1032Fと1002Fが南海本線へ転出、さらに最後まで残っていた1051Fも2024年（令和6年）3月に南海本線へ転属したため、本系列の高野線在籍数は1992年（平成4年）以来初めて0両となり、両線共通仕様車としての本系列の活躍は一旦見納めとなっている。

## 編成表
2024年（令和6年）4月現在
6両編成×10本、4両編成×1本、2両編成×6本が在籍する。現在は全車が南海本線に所属する。
| ← 難波和歌山港・関西空港・橋本・和泉中央 → | ← 難波和歌山港・関西空港・橋本・和泉中央 → | ← 難波和歌山港・関西空港・橋本・和泉中央 → | ← 難波和歌山港・関西空港・橋本・和泉中央 → | ← 難波和歌山港・関西空港・橋本・和泉中央 → | ← 難波和歌山港・関西空港・橋本・和泉中央 → | ← 難波和歌山港・関西空港・橋本・和泉中央 → | ← 難波和歌山港・関西空港・橋本・和泉中央 → | ← 難波和歌山港・関西空港・橋本・和泉中央 → | ← 難波和歌山港・関西空港・橋本・和泉中央 → | ← 難波和歌山港・関西空港・橋本・和泉中央 → |
| ------------------------------------------ | ------------------------------------------ | ------------------------------------------ | ------------------------------------------ | ------------------------------------------ | ------------------------------------------ | ------------------------------------------ | ------------------------------------------ | ------------------------------------------ | ------------------------------------------ | ------------------------------------------ |
| 形式                                       | ◇ モハ 1001 （Mc）                         | サハ 1801 （T2）                           | ◇ モハ 1301 （M2）                         | サハ 1601 （T1）                           | モハ 1101 （M1）                           | クハ 1501 （Tc）                           | 所属線区                                   | 竣工                                       | 次車区分                                   | 備考                                       |
| 搭載機器                                   | CONT                                       | DC CP                                      | CONT                                       | DC CP                                      | CONT                                       |                                            | 所属線区                                   | 竣工                                       | 次車区分                                   | 備考                                       |
| 車両番号                                   | 1001                                       | 1801                                       | 1301                                       | 1601                                       | 1101                                       | 1501                                       | 南海本線                                   | 1992/02/24                                 | 1次車                                      |                                            |
| 車両番号                                   | 1002                                       | 1802                                       | 1302                                       | 1602                                       | 1102                                       | 1502                                       | 南海本線                                   | 1992/03/09                                 | 1次車                                      |                                            |
| 車両番号                                   | 1003                                       | 1803                                       | 1303                                       | 1603                                       | 1103                                       | 1503                                       | 南海本線                                   | 1992/03/30                                 | 1次車                                      |                                            |
| 車両番号                                   | 1004                                       | 1804                                       | 1304                                       | 1604                                       | 1104                                       | 1504                                       | 南海本線                                   | 1994/02/01                                 | 2次車                                      |                                            |
| 車両番号                                   | 1005                                       | 1805                                       | 1305                                       | 1605                                       | 1105                                       | 1505                                       | 南海本線                                   | 1994/04/02                                 | 2次車                                      |                                            |
| 車両番号                                   | 1006                                       | 1806                                       | 1306                                       | 1606                                       | 1106                                       | 1506                                       | 南海本線                                   | 1994/04/02                                 | 2次車                                      |                                            |
| 車両番号                                   | 1007                                       | 1807                                       | 1307                                       | 1607                                       | 1107                                       | 1507                                       | 南海本線                                   | 1995/08/23                                 | 3次車                                      |                                            |
| 車両番号                                   | 1008                                       | 1808                                       | 1308                                       | 1608                                       | 1108                                       | 1508                                       | 南海本線                                   | 1998/08/14                                 | 4次車                                      |                                            |
| 車両番号                                   | 1009                                       | 1809                                       | 1309                                       | 1609                                       | 1109                                       | 1509                                       | 南海本線                                   | 1999/10/26                                 | 5次車                                      |                                            |
| 車両番号                                   | 1010                                       | 1810                                       | 1310                                       | 1610                                       | 1110                                       | 1510                                       | 南海本線                                   | 2000/04/11                                 | 5次車                                      |                                            |

| ← 難波和歌山港・関西空港・橋本・和泉中央 → | ← 難波和歌山港・関西空港・橋本・和泉中央 → | ← 難波和歌山港・関西空港・橋本・和泉中央 → | ← 難波和歌山港・関西空港・橋本・和泉中央 → | ← 難波和歌山港・関西空港・橋本・和泉中央 → | ← 難波和歌山港・関西空港・橋本・和泉中央 → | ← 難波和歌山港・関西空港・橋本・和泉中央 → | ← 難波和歌山港・関西空港・橋本・和泉中央 → | ← 難波和歌山港・関西空港・橋本・和泉中央 → |
| ------------------------------------------ | ------------------------------------------ | ------------------------------------------ | ------------------------------------------ | ------------------------------------------ | ------------------------------------------ | ------------------------------------------ | ------------------------------------------ | ------------------------------------------ |
| 形式                                       | ＜＞ モハ 1051 （Mc）                      | サハ 1851 （T2）                           | モハ 1151 （M1）                           | クハ 1751 （Tc）                           | 所属線区                                   | 竣工                                       | 次車区分                                   | 備考                                       |
| 搭載機器                                   | CONT                                       | SIV CP                                     | CONT                                       | SIV CP                                     | 所属線区                                   | 竣工                                       | 次車区分                                   | 備考                                       |
| 車両番号                                   | 1051                                       | 1851                                       | 1151                                       | 1751                                       | 南海本線                                   | 2001/11/30                                 | 6次車                                      |                                            |

| ← 難波和歌山港・関西空港・橋本・和泉中央 → | ← 難波和歌山港・関西空港・橋本・和泉中央 → | ← 難波和歌山港・関西空港・橋本・和泉中央 → | ← 難波和歌山港・関西空港・橋本・和泉中央 → | ← 難波和歌山港・関西空港・橋本・和泉中央 → | ← 難波和歌山港・関西空港・橋本・和泉中央 → | ← 難波和歌山港・関西空港・橋本・和泉中央 → |
| ------------------------------------------ | ------------------------------------------ | ------------------------------------------ | ------------------------------------------ | ------------------------------------------ | ------------------------------------------ | ------------------------------------------ |
| 形式                                       | ◇ モハ 1001 （Mc）                         | クハ 1701 （Tc2）                          | 所属線区                                   | 竣工                                       | 次車区分                                   | 備考                                       |
| 搭載機器                                   | CONT                                       | DC CP                                      | 所属線区                                   | 竣工                                       | 次車区分                                   | 備考                                       |
| 車両番号                                   | 1031                                       | 1701                                       | 南海本線                                   | 1992/02/24                                 | 1次車                                      |                                            |
| 車両番号                                   | 1032                                       | 1702                                       | 南海本線                                   | 1992/03/09                                 | 1次車                                      |                                            |
| 車両番号                                   | 1033                                       | 1703                                       | 南海本線                                   | 1992/03/30                                 | 1次車                                      |                                            |
| 車両番号                                   | 1034                                       | 1704                                       | 南海本線                                   | 1994/02/01                                 | 2次車                                      |                                            |
| 車両番号                                   | 1035                                       | 1705                                       | 南海本線                                   | 1994/04/02                                 | 2次車                                      |                                            |
| 車両番号                                   | 1036                                       | 1706                                       | 南海本線                                   | 1995/07/01                                 | 3次車                                      |                                            |

凡例
- CONT：制御装置
- DC：静止形DC-DCコンバータ／インバータ
- SIV：静止形インバータ
- CP：空気圧縮機
- ■：弱冷車
- ■：女性専用車両ステッカー